# Герб Мельниці-Подільської
Герб Мельниці-Подільської — символ селища міського типу Мельниця-Подільська, затверджений у жовтні 1995 року.
Автор герба — А. Гречило.

## Сучасний герб
На гербі зображено срібний водяний млин на блакитному полі із золотим колесом над срібною водою, над ним вгорі золоте сонце.

## Історія
11 січня 1767 року містечко отримало магдебурзьке право і стало власністю графів Дунін-Борковських. Тогочасний герб невідомий. Можливо, це родова емблема Кердеїв (три лілеї на блакитному півполі, а друге півполе — червоне) чи Лянцкоронських «Задора» (на блакитному тлі лев'яча голова, що вивергає полум'я), або Дунін-Борковських «Лабендзь» (на червоному тлі срібний лебідь).
У 1867 році Мельниця увійшла до складу Борщівського повіту. З печатки 1861 року дійшов народний герб: на блакитному фоні — золотий сніп хліба, у який устромлено навхрест рогатину, косу, ціп та граблі, а вгорі зображено серп. Емблему на печатці супроводжував напис польською та німецькою мовами: «Gromada Mielnica. Gemeinde Mielnica».